# Condition des femmes au Cap-Vert
La condition des femmes au Cap-Vert, comme dans d'autres pays africains, est marquée par le rôle significatif des femmes joué dans l'histoire et la société. Les défis persistants tels le poids des traditions, la pauvreté, inégalités de genre, la violence domestique, les stéréotypes de genre et les inégalités économiques restent un frein. La Constitution de la République du Cap-Vert et la loi contre la violence domestique offrent une protection légale aux femmes.

## Histoire
L'archipel connait des progrès en matière d'égalité des sexes, avec des femmes occupant des postes importants dans divers domaines.
L'éducation des filles s'améliore, et des lois sont promulguées pour protéger les droits des femmes, l'égalité des sexes et à travers les initiatives gouvernementales et des organisations locales et infranationales travaillent à renforcer les droits des femmes.

## Problématiques sociales

### Accès à l'éducation
Au Cap-Vert, plusieurs initiatives favorisent l'égalité des sexes dans l'accès à l'éducation à travers des lois soutenant l'égalité, des programmes gouvernementaux offrant des bourses et des incitations pour encourager la scolarisation des filles, des campagnes de sensibilisation contre les stéréotypes de genre, des partenariats avec des ONG pour fournir des ressources, des formations pour les enseignants sur les questions de genre, l'intégration des technologies éducatives pour élargir l'accès, et des mesures contre le mariage précoce. Ces initiatives démontrent l'engagement envers l'autonomisation des femmes par le biais de l'éducation au Cap-Vert comme l'arrivée l'anciennes première dame des Etats-Unis, Michelle Obama: venues au Cap-Vert, dans le cadre  d'une tournée pour promouvoir l'accès des filles à l'éducation,.

## Participation à la vie politique
En novembre 2019 le vote de loi sur la parité imposant la présence de 40% de candidats d'un genre et 60% d'un autre genre sur les listes concourant aux élections permet à l’Assemblée nationale cap-verdienne, d’installer pour la première fois, 27 députées sur 72 parlementaires à l’ issue des élections législatives du 18 avril de 2021.
1. 1 2  « Population totale et population urbaine selon le sexe : 2013 - 2022 », dans Annuaire démographique : 2022, Nations Unies, 24 novembre 2023, 73e éd. (lire en ligne), p. 139
2. ↑  (en) « Educational attainment, at least completed upper secondary, population 25+, female (%) » [« Niveau d'instruction, au moins diplôme d'études secondaires supérieures, population de 25 ans et plus, femmes (%) »], sur World Bank Gender Data Portal (consulté le 17 novembre 2024)Consulter la section « Data Table »
3. ↑  « Taux de participation à la population active, femmes (% de la population féminine âgée de 15 ans et plus) » (estimation modélisée OIT), sur Banque mondiale (consulté le 17 novembre 2024)Consulter la section « Toutes les économies »
4. ↑  (en) « Monthly ranking of women in national parliaments », sur IPU Parline, Inter-Parliamentary Union, octobre 2024 (consulté le 18 novembre 2024)
5. ↑  Rapport sur le développement humain 2023-2024, P.N.U.D., 2024 (lire en ligne [PDF]), « Tableau 5 : L'indice d'inégalité de genre », p. 295
6. ↑  (en) Global Gender Gap Report 2024, World Economic Forum, 2024 (ISBN 978-2-940631-89-6, lire en ligne), « Table 1.1 : The Global Gender Gap Index 2024 rankings », p. 12
7. ↑  « Cap-Vert, Liberia et Maroc : Michelle Obama a entamé sa tournée africaine - Jeune Afrique.com », sur JeuneAfrique.com (consulté le 1er février 2024)
8. ↑  « Cap-Vert – Michelle Obama défend l'éducation des filles », sur Tribune de Genève, 27 juin 2016 (consulté le 1er février 2024)
9. ↑  AfricaNews, « Cap-Vert : record de femmes au Parlement avec 27 députées », sur Africanews, 2021-05-20cest15:41:24+02:00 (consulté le 1er février 2024)
10. (en) « The World Factbook : Maternal mortality ratio », sur le site de la CIA (consulté le 17 novembre 2024)